# Stasinoides aethiopica
Stasinoides aethiopica är en spindelart som beskrevs av Lucien Berland 1922. Stasinoides aethiopica ingår i släktet Stasinoides och familjen jättekrabbspindlar.
Artens utbredningsområde är Etiopien. Inga underarter finns listade i Catalogue of Life.